# Drakovići
Drakovići (en serbe cyrillique : Драковићи) est un village du centre du Monténégro, dans la municipalité de Danilovgrad.

## Démographie

### Évolution historique de la population
| 1948 | 1953 | 1961 | 1971 | 1981 | 1991 | 2003 |
| ---- | ---- | ---- | ---- | ---- | ---- | ---- |
| 87   | 60   | 88   | 67   | 53   | 65   | 14   |